# Relações entre Bangladesh e Brasil
As relações entre Bangladesh e Brasil se refere às relações bilaterais entre Bangladesh e Brasil.

## Visitas de alto nível
O ministro dos Negócios Estrangeiros bengali Mohamed Mijarul Quayes efetuou uma visita oficial para Brasília em 2011. Após a sua visita ao Brasil, diversas missões governamentais com fins técnicos tem ocorrido, inclusive com o apoio de empresas brasileiras, ao exemplo da Matchmaking Brazil. 

## Cooperação nos fóruns internacionais

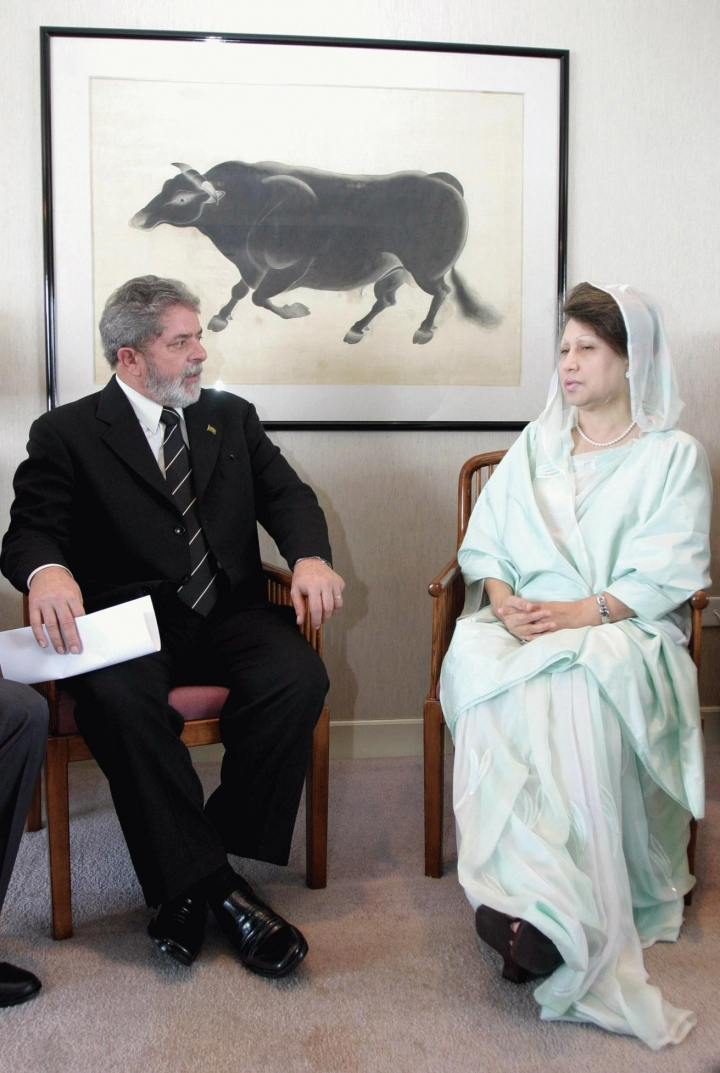
O presidente brasileiro Lula da Silva e a primeira-ministra bengali Khaleda Zia em uma reunião antes da cimeira do Movimento Não Alinhado em 2004.

Em 2013, Bangladesh procurou apoio brasileiro para a sua candidatura ao Conselho de Direitos Humanos em 2015 e assento não permanente no Conselho de Segurança da ONU para o prazo 2016-17. Em 2014, o Brasil garantiu o seu apoio para o Bangladesh para os cargos de Comissão de Direitos Humanos das Nações Unidas e da CEDAW(Convenção sobre a Eliminação de Todas as Formas de Discriminação contra a Mulher). O Bangladesh também apoiou a candidatura do Brasil para o cargo de Diretor-geral da Organização Mundial do Comércio. O Brasil têm dado ajuda de US$3 milhões para o Bangladesh para gestão de desastres.

## Cooperação na cultura, educação e agricultura
Em 2011, o Brasil propôs a assinatura de um acordo de cooperação em vários setores potenciais, incluindo a agricultura, saúde, educação e esportes. Em 2014, o Brasil expressou interesse na extensão da cooperação com o Bangladesh para o desenvolvimento da agricultura.

## Relações econômicas
O comércio bilateral entre os dois países foi de US$700 milhões em 2013. O principal produto de exportação do Brasil para o Bangladesh incluem produtos agrícolas como o açúcar. já o Bangladesh tem exportado juta, produtos de vestuário e produtos farmacêuticos.